# Lundby bibliotek
Lundby bibliotek (tidigare Tolereds bibliotek, Hisingens regionbibliotek, Hisingens bibliotek) är ett folkbibliotek i Göteborg. Den första biblioteksverksamheten i Lundby inleddes den 7 januari 1914. Den 4 maj 2015 öppnade biblioteket på sin nuvarande adress, med det nuvarande namnet.
Lundby bibliotek tillhör Göteborgs stadsdelsbibliotek, tillsammans med 26 andra bibliotek i olika stadsdelar inklusive Stadsbiblioteket. Biblioteket ligger på Borstbindaregatan 12A vid Vågmästareplatsen, i det sex våningsplan höga kontorshuset Glasiären, i stadsdelen Kvillebäcken på Hisingen.

## Historia
Stadsdelen Lundbys första bibliotek öppnade den 7 januari 1914 på dåvarande Apollogatan 22. 1932 flyttades verksamheten till Herkulesgatan 36, i Brämaregården.
I mars 1952 invigdes Tolereds bibliotek vid Bjurslätts torg.
I november 1956 öppnades Kyrkbyns bibliotek. Personal och böcker flyttades dit från Herkulesgatan, som stängs.
1967 flyttades Tolereds bibliotek till Wieselgrensplatsen och blev Hisingens regionbibliotek. 1994 flyttade dåvarande Hisingens bibliotek från Wieselgrensplatsen till Bjurslättsskolans lokaler på adressen Wieselgrensgatan 11, i närheten av Wieselgrensplatsen.
Den 31 januari 2015 stängde Hisingens bibliotek på Wieselgrensgatan 11, för att flyttas till nya lokaler. Den 4 maj samma år öppnade biblioteket i det nybyggda kontorshuset Glasiären vid Vågmästareplatsen i Kvillebäcken och bytte namn till Lundby bibliotek.